# Génissieux
Génissieux ist eine französische Gemeinde mit 2.422 Einwohnern (Stand: 1. Januar 2022) im Département Drôme in der Region Auvergne-Rhône-Alpes; sie gehört zum Arrondissement Valence und zum Kanton Romans-sur-Isère. Die Einwohner werden Génissois genannt.

## Geographie
Génissieux liegt etwa 23 Kilometer nordöstlich von Valence. Am nordwestlichen Rand der Gemeinde fließt der kleine Fluss Savasse entlang. Umgeben wird Génissieux von den Nachbargemeinden Geyssans im Norden, Triors im Nordosten und Osten, Saint-Paul-lès-Romans im Südosten, Romans-sur-Isère im Süden und Südwesten, Mours-Saint-Eusèbe im Südwesten sowie Peyrins im Westen und Nordwesten.

## Bevölkerungsentwicklung
| Jahr                       | 1911 | 1962 | 1968 | 1975 | 1982 | 1990 | 1999 | 2006 | 2019 |
| -------------------------- | ---- | ---- | ---- | ---- | ---- | ---- | ---- | ---- | ---- |
| Einwohner                  | 609  | 589  | 655  | 765  | 1125 | 1584 | 1826 | 2002 | 2392 |
| Quellen: Cassini und INSEE |      |      |      |      |      |      |      |      |      |

## Sehenswürdigkeiten
- Kirche Saint-Pierre
- Schloss Giller aus dem 16. Jahrhundert
- Schloss Génissieux aus dem 18. Jahrhundert

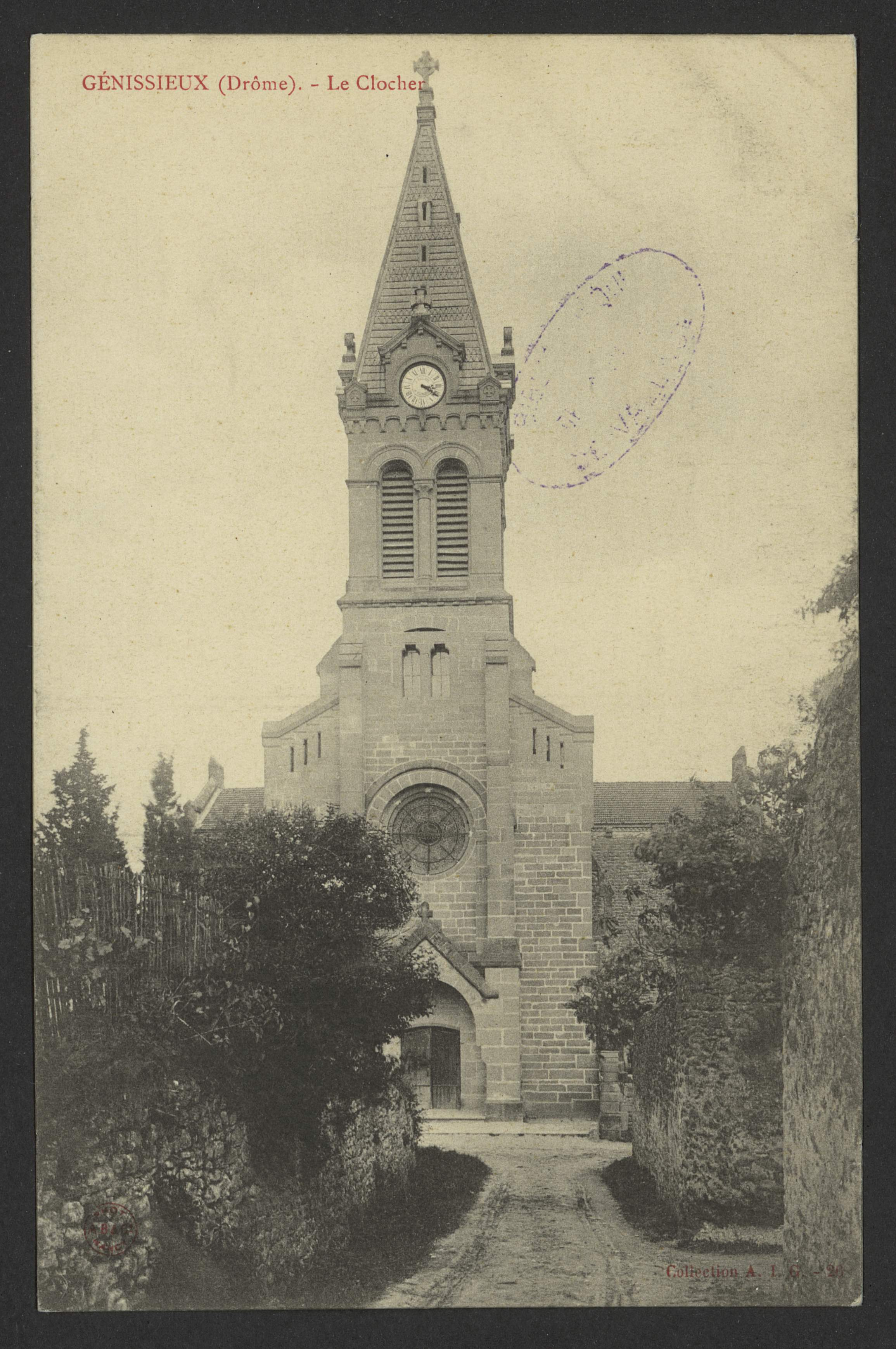
Kirche Saint-Pierre auf einer alten Postkarte